# St. Georg (Schloßberg)

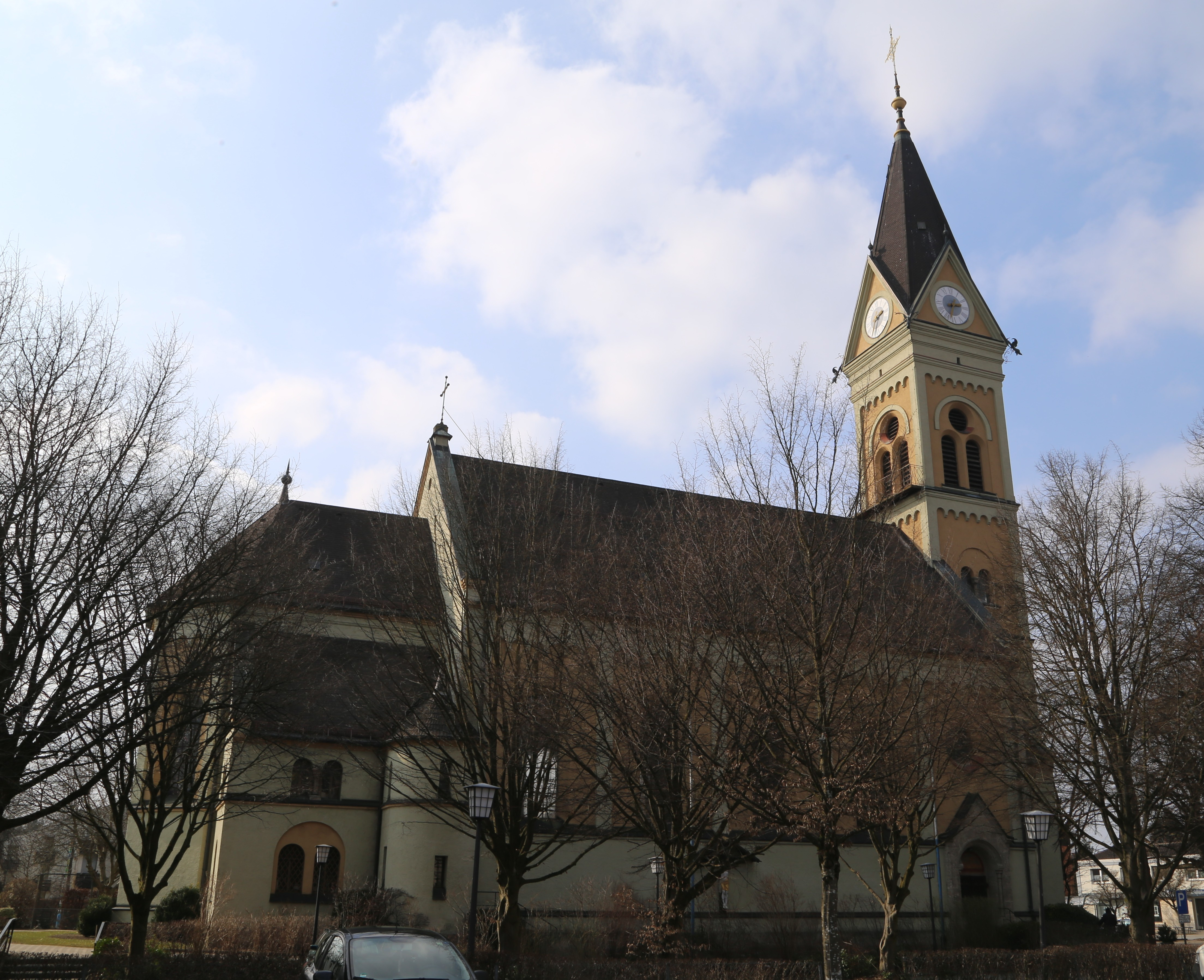
St. Georg in Schloßberg

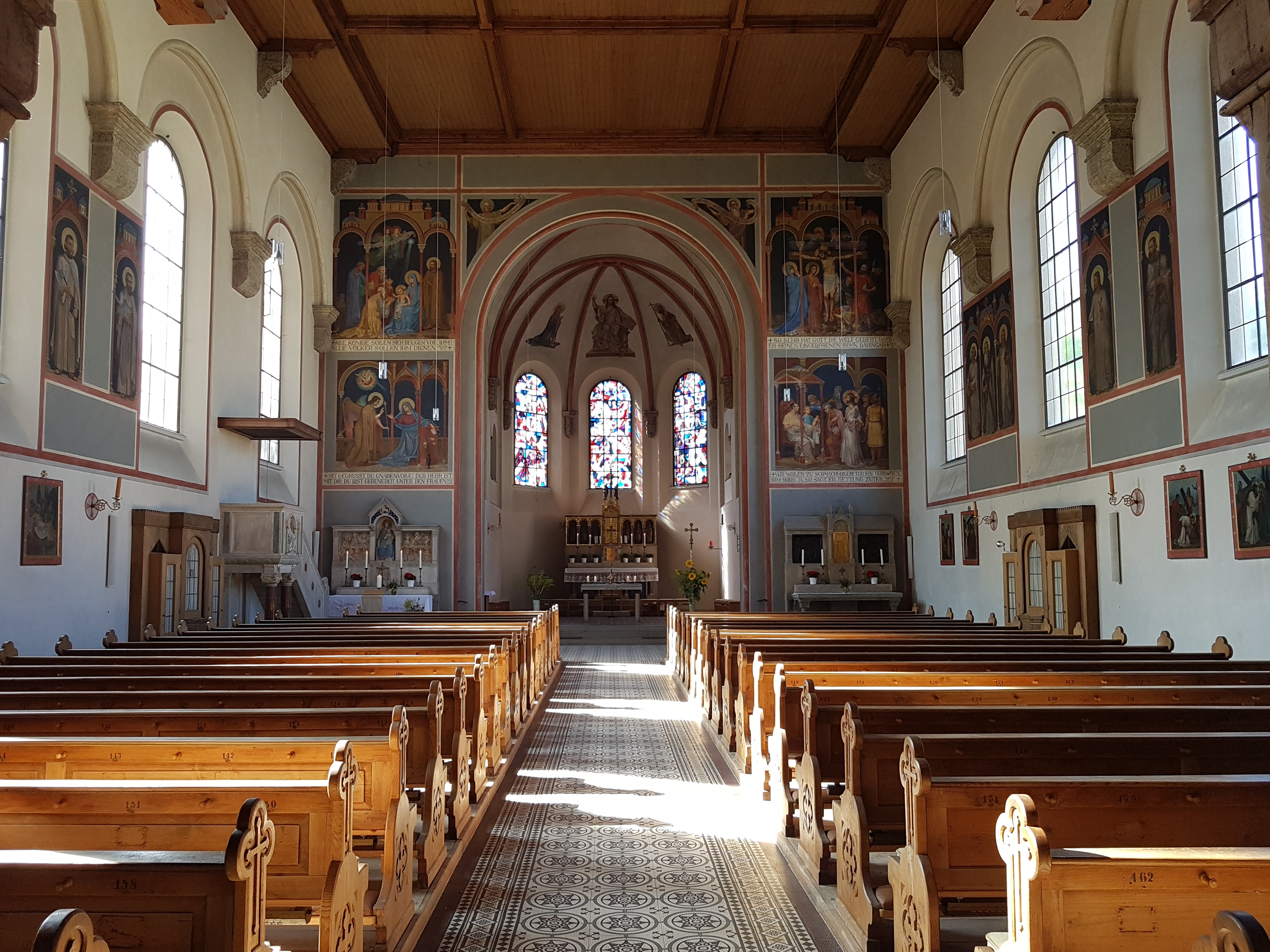
Innenraum

Die römisch-katholische Pfarrkirche St. Georg steht in Schloßberg, einem Gemeindeteil von Stephanskirchen im oberbayerischen Landkreis Rosenheim. Die Kirche steht unter Denkmalschutz und ist in der Liste der Baudenkmäler in Stephanskirchen unter der Nr. D-1-87-177-1 eingetragen. Die Kirche gehört zum Dekanat Rosenheim im Erzbistum München und Freising.

## Beschreibung
Die neoromanische Saalkirche wurde 1895–96 erbaut. Sie besteht aus dem Langhaus, dem eingezogenen Chor mit Fünfachtelschluss im Süden und dem Kirchturm im Norden.
Der Innenraum des Langhauses ist mit einer auf Konsolen ruhenden Flachdecke abgeschlossen, der des Chors mit einem Rippengewölbe. Die Wandmalereien hat 1902–04 Josef Guntermann ausgeführt. Die Altäre und die Kanzel wurden 1899/1900 nach Entwürfen von Jakob Angermair geschaffen.

## Orgel

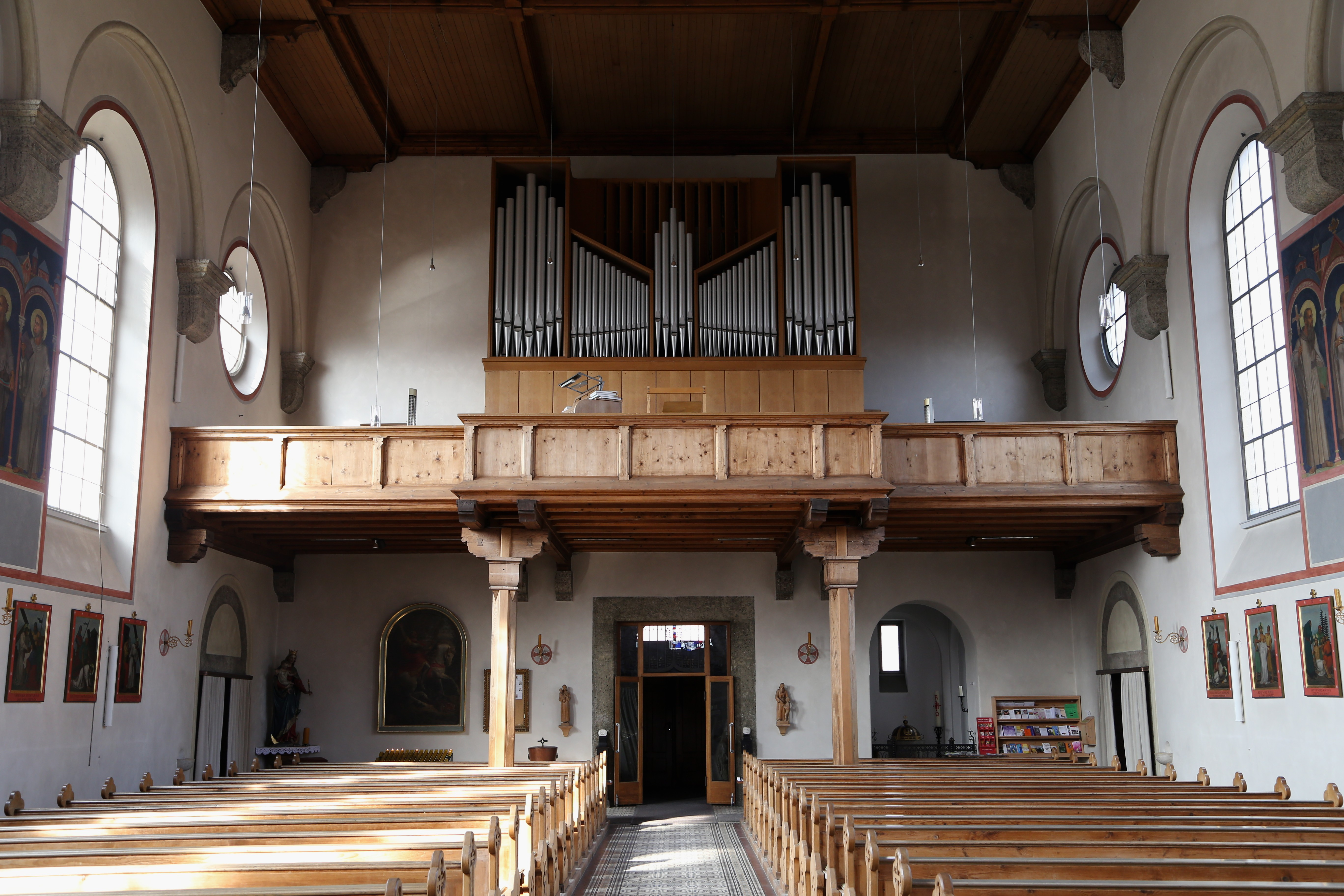
Orgel

Die Orgel mit 24 Registern auf zwei Manualen und Pedal mit Kegelladen, elektromagnetischer Traktur, wurde 1963 von Ludwig Wastlhuber gebaut. Die Disposition lautet:
| I Hauptwerk C–g3 |       |
| Quintadena       | 16′   |
| Principal        | 08′   |
| Gedeckt          | 08′   |
| Gemshorn         | 08′   |
| Octav            | 04′   |
| Querflöte        | 04′   |
| Nachthorn        | 02′   |
| Mixtur V         | 1 ⁄3′ |
| Trompete         | 08′   |

| II Schwellwerk |        |
| Hohlflöte      | 8′     |
| Salicional     | 8′     |
| Violprincipal  | 4′     |
| Rohrflöte      | 4′     |
| Quint          | 2 ⁄3′  |
| Octav          | 2′     |
| Terz           | 1 3⁄5′ |
| Scharf III     | 1′     |
| Schalmei-Oboe  | 8′     |
| Clairon        | 4′     |
| Tremolo        |        |

| Pedal C–f1     |       |
| Subbass        | 16′   |
| Quintadena     | 16′   |
| Octavbass      | 08′   |
| Choralflöte    | 04′   |
| Rauschbass III | 2 ⁄3′ |
| Bombarde       | 16′   |

- Koppeln: II/I, I/P, II/P
- Spielhilfen: 1 freie Kombination, Zungen ab, Walze ab, Handregister aus Walze, Pianopedal, Zungeneinzelabsteller. Als Tritte: Tutti, Auslöser, freie Kombination, Jalousieschweller Crescendowalze